# Pelkosenniemi
Pelkosenniemi en sami d'Inari:Pelkosnjargâ) és un municipi de la Lapònia Finlandesa. Té 972 habitants (2012) i ocupa una superfície de 1882 km². Va ser fundat l'any 1916. Rep el nom de Paul Pelkonen el primer resident finlandès. Hi ha l'estació d'esquí de Pyhätunturi (que vol dir "Muntanya Santa").

## Pobles
Inclou els pobles de Aapajärvi, Arvospuoli, Kairala, Kiemunkivaara, Luiro, Pelkosenniemi, Pyhäjärvi, Saunavaara i Suvanto 